# Ernst Eriksson
Ernst Gustaf Eugen Eriksson (i riksdagen kallad Eriksson i Stockholm), född 10 februari 1881 i Vittinge, Västmanlands län, död 10 januari 1956 i Stockholm, var en svensk socialdemokratisk riksdagspolitiker, riksgäldsfullmäktig, fackligt aktiv järnvägsarbetare, och esperantist.
Eriksson antogs vid Statens Järnvägar som bromsare/stationskarl år 1901 med stationeringsort Stockholm, där han avancerade till förste kontorist år 1917. Han var under åren 1918–1948 ledamot av riksdagens andra kammare representerande Stockholms stad. Åren 1937–1951 satt han i fullmäktige för Riksgäldskontoret. Han innehade ett stort antal viktiga uppdrag, såväl inom den fackliga som den politiska arbetarrörelsen och den bostadskooperativa rörelsen. Han var ledamot av järnvägsmannaförbundets styrelse 1904–1944.
Utöver riksdagsmannagärningen hade Ernst Eriksson under 40 år ytterligare statliga och kommunala uppgifter och uppdrag av vikt, därtill var han en stor ivrare för esperanto. Han var under många år ordförande för Sveda Laborista Esperanto Asocio, Svenska arbetaresperantoförbundet (SLEA), samt ledamot i andra esperantoförbund, och var enligt Enciklopedia de Esperanto en av de mest generösa bidragsgivarna till diverse esperanto-organisationer.
Eriksson lärde sig esperanto 1901. Han bidrog som medarbetare i bland annat Svenska Arbetar-Esperantisten, skrev artiklar och höll tal om esperanto i riksdagen.
Tillsammans med journalisten John Johanson översatte han Eugene Lantis Arbetare-esperantismen till svenska, utgiven 1931, och skrev med Johansson en kompletterande svensk grammatik till en lärobok av tyske esperantisten Ludwig Puff, 1933. Eriksson ledde också arbetet med det långlivade fasta inslaget med esperantoinnehåll i järnvägsarbetarnas tidning Signalen.
Eriksson var son till hemmansägre Erik Johansson och Anna Lovisa Schenning, och gifte sig 1904 med Hulda Pettersson, född 1883.